# Árpás
Árpás is een plaats (község) en gemeente in het Hongaarse comitaat Győr-Moson-Sopron. Árpás telt 281 inwoners (2001).